# 留保需要
留保需要（りゅうほじゅよう）とは経済学用語の一つで、資産の所有者が現時点において市場価格で手放さずに所有し続けるという需要のこと。留保需要が発生するか否かは市場価格が左右し、市場価格が高騰したならば留保需要が消滅する場合が多い。